# Luis Beltrán Prieto Figueroa
Luis Beltrán Prieto Figueroa est l'une des deux paroisses civiles de la municipalité de Pedernales dans l'État de Delta Amacuro au Venezuela. Sa capitale est Capure.

## Étymologie
La paroisse civile porte le nom de l'homme politique, poète, critique littéraire et avocat Luis Beltrán Prieto Figueroa (1902-1993).

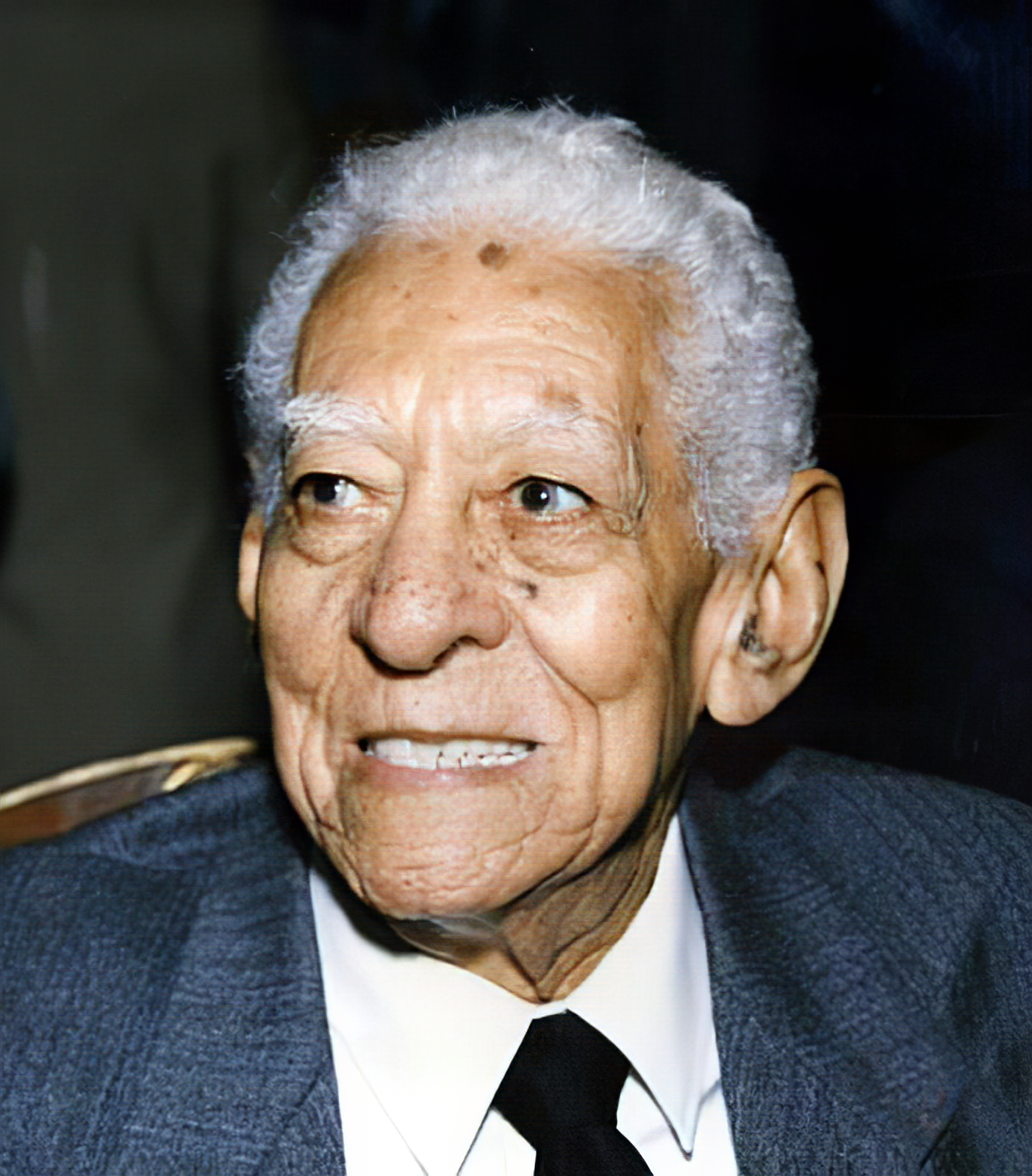
Luis Beltrán Prieto Figueroa (1902-1993)

## Géographie

### Hydrographie
Les paysages de la paroisse civile sont dominés par les bras septentrionaux du delta de l'Orénoque, notamment les caños Pedernales, Angostura et Angosto.

### Démographie
Hormis sa capitale Capure, la paroisse civile possède plusieurs localités située pour la plupart le long des bras fluviaux :
- Capure
- Los Jagüeyes
- San José de Waranoko
- Simoina
- Waranoko I
- Waranoko II